# Allex
Allex là một xã gần Crest trong tỉnh Drôme trong vùng Auvergne-Rhône-Alpes đông nam nước Pháp. Xã Allex nằm ở khu vực có độ cao từ 124-220 mét trên mực nước biển. Sông Drôme chảy gần xã này.